# Шмаков, Константин Иванович
Константин Иванович Шмаков (25 января 1970) — российский футболист, игрок в мини-футбол.
В 1987 году провёл один матч за дубль ленинградского «Зенита». В первенстве России по футболу играл в командах второй (1992—1994) и третьей (1995—1996) лиг «Галакс» (1992), «Космос-Кировец» (1993), «Локомотив» (1993—1994), «Динамо» (1995, все — Санкт-Петербург) и «Карелия-Эрзи» Петрозаводск (1996).
В чемпионате России по мини-футболу в сезоне 1993/94 в составе петербургского «Галакса» провёл десять игр, забил один мяч; также играл за «Самсон» СПб.
Участник ветеранских соревнований.